# گکوهای دم‌کلفت
گکوهای دم‌کلفت (نام علمی: Underwoodisaurus) نام یک سرده از تیره انگشت‌شاخگان است.